# Wolfgang Schmale
Wolfgang Schmale (* 4. April 1956 in Würzburg) ist ein deutscher Historiker und emeritierter Hochschullehrer.
Wolfgang Schmale wurde 1956 in Würzburg als zweites von drei Kindern von Irene Schmale-Ott und Franz-Josef Schmale geboren. Nach dem Abitur 1974 in Bochum und einem zweijährigen Wehrdienst studierte Wolfgang Schmale von 1976 bis 1981 die Fächer Geschichte und Französisch zum Lehramt an der Ruhr-Universität Bochum und an der Université Bordeaux III. 1981 erfolgte die Erste Staatsprüfung für das Lehramt. Von 1981 bis 1984 war Schmale als Wissenschaftlicher Mitarbeiter tätig. 1984 promovierte er in Bochum mit der Arbeit Bäuerlicher Widerstand, Gerichte und Rechtsentwicklung in Frankreich. Dort war er auch von 1989 bis 1993 als Wissenschaftlicher Mitarbeiter beschäftigt.
In den Jahren 1993 bis 1995 war er Wissenschaftlicher Assistent an der Ludwig-Maximilians-Universität München (LMU). Dort erfolgte 1995 auch mit der Arbeit Archäologie der Grund- und Menschenrechte in der frühen Neuzeit seine Habilitation für Neuere und Neueste Geschichte. Von 1995 bis 1996 hatte er eine Lehrstuhlvertretung für Neuere Geschichte und Geschichte der Frühen Neuzeit an der TU Braunschweig inne. Eine weitere Lehrstuhlvertretung für die Geschichte der Frühen Neuzeit folgte 1998 an der LMU München. Von 1999 bis Ende September 2021 lehrte Schmale als Professor für Geschichte der Neuzeit an der Universität Wien.
Zu seinen Forschungsschwerpunkten zählen die Europäische Geschichte, die französische Geschichte der Neuzeit und die Rechts- und Verfassungsgeschichte der Neuzeit. Schmale hat sich begonnen von seiner Dissertation zum bäuerlichen Widerstand vor der Französischen Revolution, über seine Arbeiten zur europäischen Schulgeschichte und Europa bis hin zu seiner Obmann- und Vorstandschaft in der Österreichischen und Internationalen Gesellschaft zur Erforschung des 18. Jahrhunderts jahrzehntelang mit dem 18. Jahrhundert befasst. Wesentliche Teile dieser Forschungsarbeit dazu legte er 2012 in einer Darstellung vor. Er wurde in die Europäische Akademie der Wissenschaften und Künste aufgenommen. Im Jahr 2017 wurde Schmale in die Academia Europaea gewählt.

## Schriften (Auswahl)
Monografien
- Was wird aus der Europäischen Union? Geschichte und Zukunft. Reclam, Ditzingen 2018, ISBN 978-3-15-011160-4.
- mit Marie-Theres Tinnefeld: Privatheit im digitalen Zeitalter. Böhlau, Wien 2014, ISBN 978-3-205-79529-2 (Fachbesprechung bei H-Soz-u-Kult).
- Mein Europa. Reisetagebücher eines Historikers. Böhlau, Wien 2013, ISBN 978-3-205-79474-5.
- mit Martin Gasteiner, Jakob Krameritsch, Marion Romberg: E-Learning Geschichte. Böhlau, Wien u. a. 2007, ISBN 978-3-205-77496-9.
- mit Rolf Felbinger, Günter Kastner, Josef Köstlbauer: Studien zur europäischen Identität im 17. Jahrhundert (= Herausforderungen. Bd. 15). Winkler, Bochum 2004, ISBN 3-89911-021-8.
- Geschichte der Männlichkeit in Europa (1450–2000). Böhlau, Wien u. a. 2003, ISBN 3-205-77142-7.
- Geschichte Europas. Böhlau, Wien u. a. 2000, ISBN 3-205-99257-1.
- Geschichte Frankreichs. Ulmer, Stuttgart 2000, ISBN 3-8001-2747-4.
- Archäologie der Grund- und Menschenrechte in der frühen Neuzeit. Ein deutsch-französisches Paradigma (= Ancien régime, Aufklärung und Revolution. Bd. 30). Oldenbourg, München 1997, ISBN 3-486-56294-0 (Zugleich: München, Universität, Habilitations-Schrift, 1995).
- Bäuerlicher Widerstand, Gerichte und Rechtsentwicklung in Frankreich. Untersuchungen zu Prozessen zwischen Bauern und Seigneurs vor dem Parlament von Paris (16.–18. Jahrhundert) (= Ius commune. Sonderhefte, Texte und Monographien. Bd. 24). Klostermann, Frankfurt am Main 1986, ISBN 3-465-01682-3 (Zugleich: Bochum, Universität, Dissertation, 1984).

Herausgeberschaften
- mit Christopher Treiblmayr: Human Rights Leagues in Europe (1898–2016) (= Historische Mitteilungen. Beihefte. Bd. 98). Steiner, Stuttgart 2017, ISBN 978-3-515-11627-5.
- Digital Humanities. Praktiken der Digitalisierung, der Dissemination und der Selbstreflexivität  (= Historische Mitteilungen. Beihefte. Bd. 91). Steiner, Stuttgart 2015, ISBN 3-515-11142-5.
- mit Martina Steer: Kulturtransfer in der jüdischen Geschichte. Campus-Verlag, Frankfurt am Main 2006, ISBN 3-593-38208-3.
- Schreib-Guide Geschichte. Schritt für Schritt wissenschaftliches Schreiben lernen. Böhlau, Wien u. a. 1999, ISBN 3-205-99038-2.
- mit Reinhard Stauber: Menschen und Grenzen in der frühen Neuzeit (= Innovationen. Bd. 2). Berlin-Verlag Spitz, Berlin 1998, ISBN 3-87061-619-9.